# Ambrose (Georgia)
Ambrose es un pueblo ubicado en el condado de Coffee en el estado estadounidense de Georgia. En el censo de 2000, su población era de 320.

## Demografía
En el 2000 la renta per cápita promedia del hogar era de $22,206, y el ingreso promedio para una familia era de $26,250. El ingreso per cápita para la localidad era de $11,684. Los hombres tenían un ingreso per cápita de $21,000 contra $20,000 para las mujeres.

## Geografía
Ambrose se encuentra ubicado en las coordenadas 31°35′38″N 83°0′57″O / 31.59389, -83.01583 (31.594015, -83.015819).
Según la Oficina del Censo, la localidad tiene un área total de 8,1 km² (3,1 mi²), de la cual 7,9 km² (3,1 mi²) es tierra y 0,2 km² (0 mi²) (2.4%) es agua.